# Otto Iversen
Otto Iversen (19. februar 1897 i Maugstrup – 1918) var en dansk sønderjyde, som gjorde tjeneste i 1. verdenskrig.

## Biografi
Iversen var søn af en købmand i Maugstrup og havde to søstre og to brødre. Begge brødrene deltog som soldater i 1. verdenskrig, og overlevede. Ved sin indkaldelse i 1916 befandt Otto Iversen sig i Tyrstrup.
Han påbegyndte sin uddannelsen som soldat i begyndelsen af august i Rendsborg. I midten af september kom han til Vestfronten til et rekrutdepot og kom først til at gøre fronttjeneste fra sidst i november. Han deltog i den tyske tilbagetrækning til Hindenburg linje i marts 1917. Det menes at han skal have deltaget i slaget ved Arras, men nævnte det dog ikke nærmere i sine breve. I slutningen af april fik han smerter i højre side og blev fritaget for fronttjenest. Han blev siden sendt til Flensborg, hvor han befandt sig til slutningen af juli. I august påbegyndte han en uddannelse som radiotelegrafist. I slutningen af september vendte han tilbage til Vestfronten. Her fungerede han som radiotelegrafist til, at han i slutningen af september 1918 blev hårdt såret under et engelsk angreb, og blev taget til fange. Han døde få dage efter af sine sår på et engelsk felthospital.
Hans breve befinder sig på Haderslev Byhistoriske Arkiv, samt et mindeblad i Landsarkivet for Sønderjylland.